# Raketeneinschlag in Madschdal Schams 2024

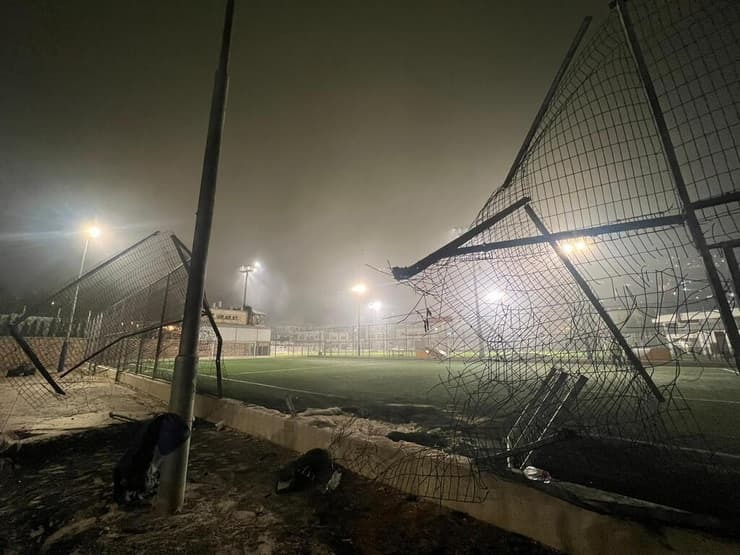
Ort des Einschlags

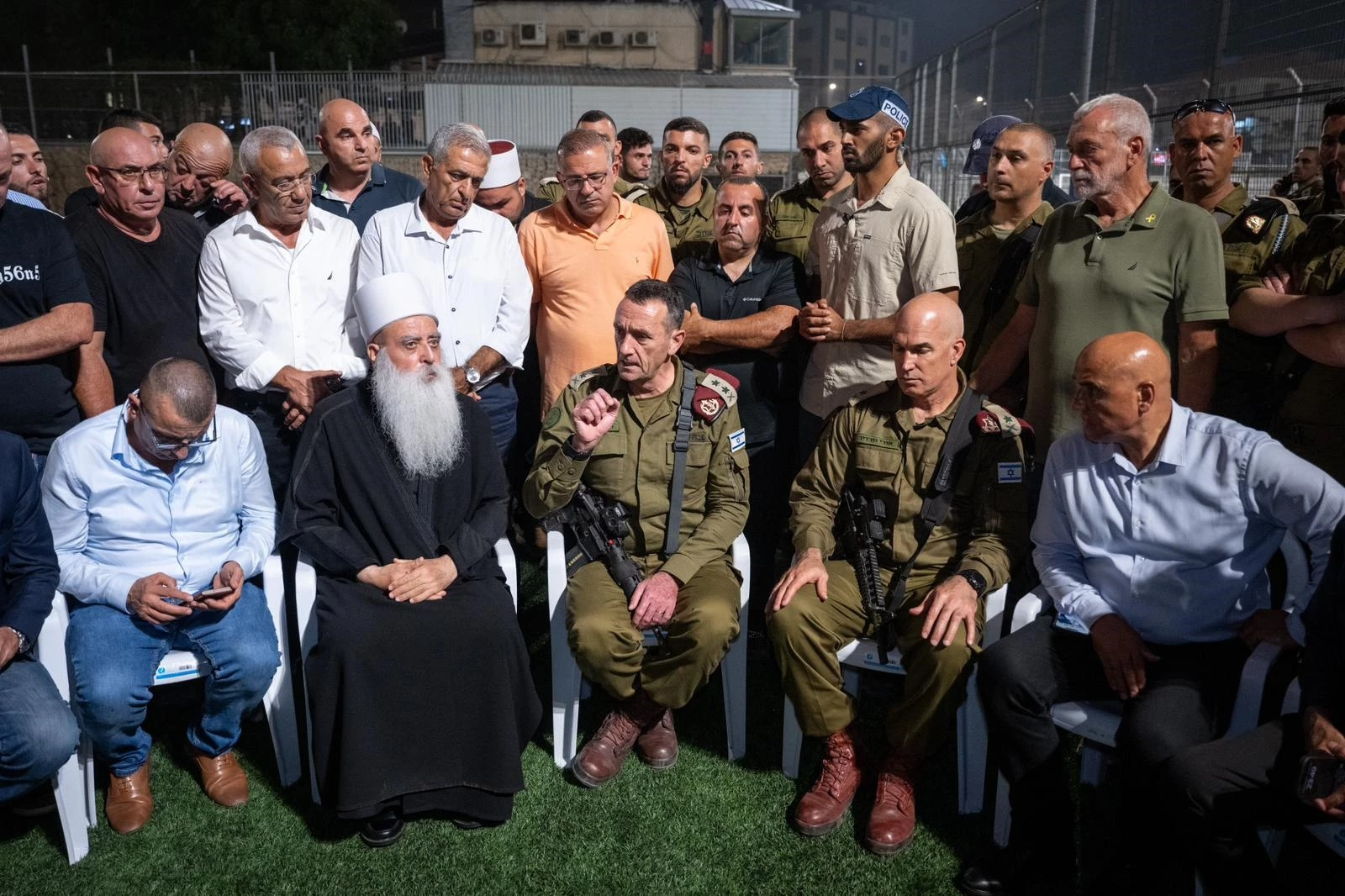
IDF-Generalstabschef Herzi Halewi (Mitte), der Kommandeur des IDF-Nordkommandos, Ori Gordin (rechts von Halewi) und Muwaffak Tarif, der geistige Führer der Drusen in Israel (links von Halewi) am Ort des Vorfalls

Der Raketeneinschlag in Madschdal Schams ereignete sich am 27. Juli 2024 auf den von Israel besetzten Golanhöhen. Laut israelischer Darstellung traf eine von der Terrororganisation Hisbollah aus dem Südlibanon abgefeuerte Rakete einen Fußballplatz der Stadt, wobei mindestens 12 Kinder und Jugendliche getötet sowie rund 30 Personen verletzt wurden.

## Vorgeschichte
Am 7. Oktober 2023 fand der Terrorangriff der Hamas auf Israel statt, wobei die Hisbollah und verbündete Terrorgruppen seit dem 8. Oktober 2023 aus „Solidarität mit dem palästinensischen Widerstand“ den Norden Israels nahezu täglich unter Beschuss nehmen, vorwiegend mit Granaten, Drohnen und Raketen. Israel antwortet darauf mit Artilleriebeschuss und Luftangriffen auf Ziele im Südlibanon, von wo aus die Angriffe gestartet werden. Anfliegende Raketen, welche besiedeltes Gebiet treffen könnten, werden vom Luftverteidigungssystem Iron Dome bekämpft. Raketen, deren errechnete Flugbahn den Einschlag in offenes Gelände ergeben, bleiben hingegen unbekämpft. Die Bevölkerung wird durch Sirenenalarm bzw. die Mobile App Tzeva Adom vor anfliegenden Raketen gewarnt und soll sich beim Ertönen in Luftschutzbunker oder Schutzräume ihrer Häuser (Merhav Mugan) begeben.

## Ablauf
Am 27. Juli 2024 gegen 18:30 Uhr Ortszeit wurde in israelischen Medien von einem Raketeneinschlag in der vor allem von der arabischsprachigen religiösen Minderheit der Drusen bewohnten Stadt Madschdal Schams berichtet, während Sanitäter des Rettungsdienstes MDA von mehreren Schwerletzten und später auch von Toten sprachen. Die Hisbollah gab bekannt, dutzende Raketen auf einen israelischen Militärstützpunkt auf den Golanhöhen, nördlich von Madschdal Schams, abgefeuert zu haben. Nach Angaben der israelischen Streitkräfte (IDF) wurde am Abend eine Salve von etwa 30 Raketen aus dem Libanon auf den Norden Israels abgefeuert, wobei die meisten Raketen von der Luftabwehr abgefangen worden seien. Etwa eine halbe Stunde später seien zehn weitere Raketen auf das Gebiet von Newe Atiw auf den Golanhöhen abgefeuert worden, die allesamt offenes Gelände getroffen hätten. Kurz nach diesem Angriff wurde nach Angaben der IDF aus dem Libanon eine Rakete auf Madschdal Schams abgefeuert, die auf einem Fußballfeld einschlug und zahlreiche Opfer forderte. Eine mutmaßliche Videoaufnahme des Einschlags der Rakete wurde veröffentlicht. Das israelische Militär leitete eine Untersuchung ein, weshalb es nicht gelang, den Flugkörper abzufangen. Nach Bekanntwerden des Vorfalls bestritt die Hisbollah, Raketen auf Madschdal Schams selbst abgefeuert zu haben. Die Rakete war israelischen Geheimdienstinformationen zufolge zweifelsfrei von der Hisbollah aus einem Gebiet nördlich von Schebaa im Südosten des Libanon gestartet worden. Geleitet wurde der Angriff nach IDF-Angaben von dem Hisbollah-Kommandeur Ali Muhammad Yahya. Die Rakete wurde später anhand forensischer Ergebnisse als eine im Iran hergestellte Falaq-1 identifiziert, welche über einen Sprengkopf mit 53 kg Sprengstoff verfügt.
Noch in derselben Nacht verkündete der IDF-Sprecher Daniel Hagari, dass zwölf Kinder und Jugendliche im Alter zwischen 10 und 16 Jahren getötet worden seien. Zehn davon wurden noch vor Ort für tot erklärt, zwei erlagen in Krankenhäusern ihren Verletzungen. Ihre Namen und Fotos wurden am nächsten Tag veröffentlicht. Insgesamt seien mehr als 30 Menschen in Krankenhäuser eingeliefert worden. Es handle sich um den schlimmsten Angriff auf Zivilisten seit dem Hamas-Angriff vom 7. Oktober 2023. 26 Verletzte wurden in das Ziv Medical Centre in Safed, sowie vier weitere in das Baruch Padeh Medical Center bei Tiberias eingeliefert. Zudem seien weitere Verletzte in den Rambam Health Care Campus in Haifa gebracht worden. Am 30. Juli befanden sich laut Mitteilung der Krankenhäuser noch 16 Kinder in stationärer Behandlung, sieben davon in ernstem Zustand. Ein 11-jähriges Mädchen, deren Zustand am schwerwiegendsten eingestuft wurde, erlangte am 14. August 2024 wieder ihr volles Bewusstsein.
Nach den Untersuchungsergebnissen der israelischen Streitkräfte vom 29. Juli 2024 hätten die Raketenidentifizierungssysteme funktioniert und es wurde rund 20 Sekunden vor dem Einschlag eine Warnung ausgegeben. Das Scheitern des Abfangens der Rakete wurde mit der geringen Flughöhe und dem schwierigen Gelände begründet.

## Reaktionen

### Israel
Der Vorsitzende der Regionalverwaltung von Mateh Ascher und des Confrontation Line Forum, einer Gruppierung von Vorsitzenden der nördlichen Regionen, kritisierte die israelische Regierung für ihr Ignorieren der Konfrontationen im Norden. Er forderte die Regierung auf, „aus dem Koma aufzuwachen und sofort zu handeln“. Muwaffak Tarif, der geistige Führer der Drusen in Israel, verurteilte den Angriff und sprach von einer seit neun Monaten anhaltenden Realität in den Gemeinden im Norden. Dieser Abend habe jedoch alle möglichen Grenzen überschritten. Die drusische Gemeinde, deren Mitglieder sich mehrheitlich als Syrer verstehen, die in einem von Israel besetzten Gebiet leben, sprach sich jedoch gegen einen israelischen Vergeltungsschlag aus und warnte, der Vorfall dürfe nicht als politischer „Vorwand“ für Gewalt verwendet werden: „Wir lehnen es ab, dass auch nur ein einziger Tropfen Blut unter dem Vorwand vergossen wird, unsere Kinder zu rächen“, hieß es in einer Erklärung von Gemeindevertretern. Die Religion der Drusen verbiete „jegliche Form des Tötens und der Rache“.
Oppositionsführer Jair Lapid forderte die Regierung auf, das Im-Stich-Lassen des Nordens zu beenden. Kultur- und Sportminister Miki Zohar teilte mit, dass der Hisbollah „ein tödlicher Schlag“ versetzt werden müsse. Das Bildungsministerium richtete eine Hotline für emotionale Notfälle ein, um Eltern, Schülern und dem Lehrpersonal emotionale und mentale Unterstützung zu bieten. Die Hotline ist mit Experten für Not- und Krisensituationen besetzt und steht sowohl auf Arabisch als auch auf Hebräisch zur Verfügung.
Verteidigungsminister Joaw Galant traf sich mit dem IDF-Generalstabschef Herzi Halewi, dem Leiter des Inlandsgeheimdienstes Schin Bet Ronen Bar, und dem Direktor des Auslandsgeheimdienstes Mossad David Barnea. Dabei legten hochrangige Militär- und Sicherheitsbeamte Galant Optionen für Maßnahmen gegen die Hisbollah vor. Noch in derselben Nacht wurde bekanntgegeben, dass Galant die Vorgehensweise bestimmte und die Verteidigungseinrichtungen entsprechend angewiesen habe, ohne nähere Einzelheiten zu nennen. Galant meldete sich am 28. Juli per Videobotschaft aus der Basis des IDF-Nordkommandos in Safed und teilte mit, dass sich die Hisbollah trotz ihrer „lächerlichen Dementis“ den Konsequenzen ihres Angriffs stellen müsse und einen hohen Preis für ihre Taten zahlen werde.
Außenminister Israel Katz telefonierte mit Ministerpräsident Benjamin Netanjahu, der sich in den USA befand. Katz teilte mit, dass die Hisbollah alle roten Linien überschritten habe und Israel vor einem Totalen Krieg stehe. Netanjahu vorverlegte aufgrund des Vorfalls seinen Rückflug aus Washington. Finanzminister Bezalel Smotrich forderte den Tod des Hisbollah-Führers Hassan Nasrallah und dass der Libanon als Ganzes den Preis zahlen müsse. Smotrichs Aufruf zum Handeln wurde auch vom oppositionellen Knesset-Abgeordneten Avigdor Lieberman unterstützt, der die Partei Jisra’el Beitenu anführt. Benny Gantz, bis Juni 2024 Mitglied des Kriegskabinetts, verkündete Unterstützung für jede entschlossene und wirksame Reaktion, die die Sicherheit der Bürger des Nordens wiederherstellt. Sicherheitsminister Itamar Ben-Gvir erklärte, dass sich Israel seit dem 8. Oktober im Norden im Kriegszustand befinde und der Feind besiegt werden müsse. Yitzhak Kreuzer, Sprecher der Partei Otzma Jehudit, forderte die Regierung auf, in den Krieg zu ziehen und die Hisbollah zu zerstören. Ofir Katz von der Likud-Partei und Merav Michaeli von der Avoda-Partei forderten ebenfalls eine schmerzhafte Antwort bzw. einen hohen Preis. Präsident Jitzchak Herzog bezeichnete den Angriff als „herzzerreißend“ und sagte, dass der Staat Israel seine Bürger und seine Souveränität entschieden verteidigen werde.
Netanjahu berief am Abend des 28. Juli das nationale Sicherheitskabinett ein und besuchte am 29. Juli den Ort des Raketeneinschlags.

### Libanon
Die libanesische Regierung verurteilte alle Akte der Gewalt und Aggression gegen Zivilisten und forderte nach Monaten grenzüberschreitender Auseinandersetzungen zwischen der Hisbollah und israelischen Streitkräften eine sofortige Einstellung der Feindseligkeiten. Der libanesische Außenminister Abdallah Bou Habib teilte am 28. Juli mit, dass die Hisbollah bereit sei, sich hinter den Fluss Litani etwa 29 Kilometer nördlich der israelischen Grenze zurückzuziehen – wie es die Resolution 1701 des UN-Sicherheitsrates aus dem Jahr 2006 verlangt – wenn Israel seinerseits seine „Verletzungen“ (violations) einstelle. Die Hisbollah bestritt jegliche Verantwortung für den Angriff und behauptete, die Stadt sei von einer Rakete des israelischen Luftverteidigungssystems Iron Dome getroffen worden.

### Westen
Der EU-Außenbeauftragte Josep Borrell verurteilte den Angriff und forderte eine unabhängige Untersuchung, während der UN-Generalsekretär António Guterres und der Sonderkoordinator der Vereinten Nationen für den Libanon alle Parteien zu maximaler Zurückhaltung aufforderten. Der US-Außenminister Antony Blinken teilte während einer Pressekonferenz am nächsten Tag mit, dass alles darauf hindeute, dass die Rakete tatsächlich von der Hisbollah stamme und dass die USA zu Israels Recht stehen würden, seine Bürger vor Terroranschlägen zu schützen. Später am selben Tag bestätigte Adrienne Watson, Sprecherin des US-Sicherheitsrates, dass es sich um eine Rakete der Hisbollah handelte, welche aus einem Gebiet gestartet wurde, das von der Organisation kontrolliert werde.
Der britische Außenminister David Lammy telefonierte am 29. Juli mit dem libanesischen Premierminister Nadschib Miqati und drückte dabei seine Besorgnis über die eskalierende Spannung aus. Er begrüßte jedoch die Erklärung der libanesischen Regierung, in der sie zu einer Einstellung aller Gewalt aufrief. Aus Besorgnis betreffend einer militärischen Reaktion Israels forderte das Auswärtige Amt deutsche Staatsbürger dringend auf, den Libanon zu verlassen. Es wurde darauf hingewiesen, dass es bei einer Ausweitung des Konflikts zu einer vollständigen Einstellung des Flugverkehrs vom Flughafen Beirut kommen könnte und eine Ausreise aus dem Libanon auf dem Luftweg dann nicht mehr möglich wäre. Der französische Staatspräsident Emmanuel Macron telefonierte unter anderem mit dem israelischen Ministerpräsidenten Benjamin Netanjahu und dem iranischen Präsidenten Massud Peseschkian, um laut Präsidentenamt eine umfassendere Eskalation zwischen Israel und der Hisbollah zu verhindern.

### Militärisch
Noch über Nacht flogen in einer ersten Reaktion israelische Kampfflugzeuge Angriffe auf Ziele der Hisbollah in der Nähe von Tyros, in der Bekaa-Ebene, sowie bei Kafr Kila, Rab El Thalathine, Chiyam und Tayr Harfa. Am 29. Juli berichteten libanesische Rettungsdienste und Nachrichtensender, sowie später auch die Hisbollah selbst, dass bei einem israelischen Drohnenangriff auf zwei Fahrzeuge zwischen Mais al-Dschabal und Chaqra im Südlibanon zwei Hisbollah-Mitglieder getötet worden seien. Es handelte sich nach libanesischer Darstellung um den ersten israelischen Angriff mit Todesopfern seit dem Raketeneinschlag in Madschdal Schams. Der Drohnenangriff wurde später am selben Tag von den IDF bestätigt, ebenso Luftangriffe auf Infrastruktur der Hisbollah in Kfarhamam und eine Abschussposition in Hula, von wo aus die Terrororganisation am Morgen eine Salve von 20 Raketen auf offenes Gelände südlich von Kirjat Schmona abgefeuert hatte. Am 30. Juli gaben die IDF bekannt, über Nacht Ziele der Hisbollah in sieben Gebieten des Südlibanons mit Drohnen, Kampfflugzeugen und Artillerie angegriffen zu haben. Dabei wurde auch ein weiteres Hisbollah-Mitglied bei Beit Lif getötet. Am Nachmittag desselben Tages gab die Hisbollah bekannt, dutzende Raketen auf einen Militärstützpunkt im Norden Israels abgefeuert zu haben. Dabei wurde ein israelischer Zivilist im nahegelegenen Kibbuz HaGoshrim getötet. Am Abend kam es zu einem Angriff der IDF auf einen südlichen Vorort von Beirut. Laut Mitteilung des israelischen Verteidigungsministers Galant wurde dabei der hochrangige Hisbollah-Kommandeur Fuad Schukr getötet, welcher unter anderem für den Raketeneinschlag in Madschdal Schams verantwortlich gewesen sein soll. Der Tod von Schukr wurde rund 24 Stunden nach dem Angriff von der Hisbollah bestätigt. Das libanesische Gesundheitsministerium erklärte, dass bei dem israelischen Angriff fünf Zivilisten, drei Frauen und zwei Kinder, getötet und rund 74 Menschen verletzt worden seien. Zudem wurde laut iranischer Nachrichtenagentur Fars auch der iranische Militärberater Milad Bedi getötet. Bis 3. August starben bei gegenseitigem Beschuss zwei weitere Hisbollah-Mitglieder, darunter mit Ali Abd Ali ein führender Terrorist der Südfront-Einheit der Organisation.
Ende September 2024 eskalierten die Feindseligkeiten in einer israelischen Bodenoffensive im Südlibanon. Am 2. Oktober und am 2. November 2024 gaben die IDF die Tötung der Hisbollah-Kommandeure Khader Shahabiya und Jaafar Faour bekannt, welche für den Raketenbeschuss von Madschdal Schams mitverantwortlich gewesen seien. Laut IDF-Angaben sei Shahabiya Kommandant der Hisbollah-Region um den Berg Dov, des Hermon und der nördlichen Golanhöhen, sowie Faour der Leiter der Raketen- und Flugkörperabteilung der Hisbollah-Regionalabteilung zwischen dem Berg Dov und dem Gebiet Bint Dschubail gewesen.